# Infantry (журнал)
«Infantry» — военный журнал, одно из периодических печатных изданий армии США.

## История
Выпуск начат в 1904 году под наименованием «Journal of the U.S. Infantry Association», впоследствии выходил под названиями «Infantry Journal», «Mailing List (Infantry School)» и «Infantry School Quarterly».
С 1959 года издаётся под названием «Infantry».